# Teisnach
Teisnach è un comune tedesco di 2 956 abitanti, situato nel land della Baviera.

## Storia

### Simboli
L'abete e la fascia ondata simboleggiano la posizione del comune nella foresta bavarese e alla confluenza dei fiumi Regen e Teisnach. L'abete ricorda anche che in passato l'agricoltura e, soprattutto, la silvicoltura erano le principali occupazioni degli abitanti. La fascia ondata fa anche riferimento al nome del luogo, che deriva dal fiume Teisnach. I colori bianco e blu sottolineano la storica dipendenza dal Tribunale distrettuale bavarese di Viechtach (Mitteramt Böbrach).
L'ingranaggio, simbolo dell'industria, si riferisce ai recenti sviluppi economici: Teisnach è sede di una fabbrica di carta speciale dal 1881 e di una fabbrica di dispositivi di misurazione elettronici dal 1970.